# Robert-Schuman-Preis (Alfred-Toepfer-Stiftung)
Der Robert-Schuman-Preis wurde von 1966 bis 1999 von der Alfred-Toepfer-Stiftung in Reminiszenz an den europäischen Staatsmann Robert Schuman für Verdienste um die europäische Einigung verliehen. Der Preis wurde zunächst jährlich, von 1983 bis 1993 nur noch alle zwei Jahre verliehen. Die letzte Verleihung erfolgte 1999 in veränderter Form (eine Goldmedaille verbunden mit dem Vorschlagsrecht für einen Förderpreis und ein Stipendium).

## Preisträger (Auswahl)
- 1966 Jean Monnet
- 1967 Joseph Bech
- 1968 Sicco Mansholt
- 1969 Walter Hallstein
- 1970 Denis de Rougemont
- 1971 Alain Poher, Silvius Magnago
- 1972 Roy Jenkins
- 1973 Jens Otto Krag
- 1974 Altiero Spinelli
- 1975 Pierre Pflimlin
- 1976 Christopher Soames
- 1977 Gaston Thorn
- 1978 Louis Leprince-Ringuet
- 1979 Kai-Uwe von Hassel
- 1980 Leo Tindemans
- 1981 Pierre Uri
- 1982 Hermann Mosler
- 1983 Jean-Charles Snoy et d’Oppuers
- 1985 Karl Carstens
- 1987 Uffe Ellemann-Jensen
- 1989 Kurt Furgler
- 1991 Jacques Santer
- 1993 Ernst Jünger
- 1999 Krzysztof Skubiszewski